# Kon Tum
Kontum o Kon Tum es la capital de la provincia de Kon Tum en Vietnam. Se encuentra en el interior del país, en las tierras altas centrales, cerca de las fronteras de Laos y Camboya. Su población en 2019 era de 172.712 habitantes.

## Geografía
La ciudad de Kon Tum está ubicada en el terreno de la cuenca al sur de la provincia de Kon Tum, a una altitud de unos 525 m s. n. m. rodeada por el valle del río Dak Bla, a 654 km al norte de la ciudad de Ho Chi Minh, lejos de Hanói 1.237 km al sur, a 50 km de la ciudad de Pleiku y a 229 km de la ciudad de Buon Ma Thuot. Sus límites geográficos son:
- Al Ooeste: frontera con el distrito de Sa Thay
- Al norte: fronteras con el distrito de Dak Ha
- Al este: limita con el distrito de Kon Ray
- Al sur: frontera con el distrito de Chu Pah en la provincia de Gia Lai.

Según las estadísticas de 2019, la ciudad de Kon Tum tiene un área de 432,98 km², una población de 172.712 personas, de las cuales la población urbana es 104,500, lo que representa el 61% y la población rural es 68,212 personas, lo que representa el 39%, la densidad la población alcanza las 358 habitantes/km². Hay un total de 20 grupos étnicos.

## Historia
La ciudad fue escenario de varias operaciones durante la Guerra de Vietnam, incluida la Batalla de Kontum entre mayo y junio de 1972.
Kon Tum tiene varios vestigios del período colonial francés, así como algunos pueblos tribales (Bahnar) directamente accesibles en los suburbios cerca de la ciudad reconstruida por los vietnamitas. Entre los monumentos emblemáticos de la ciudad, hay una pequeña iglesia católica de madera sobre pilotes construida en 1913 (reconvertida más tarde en catedral), y un seminario mayor que alberga un pequeño museo gratuito sobre las tribus Moïs de la periferia. La presencia misionera francesa en Kon Tum se remonta a 1851, con las Misiones Extranjeras de París. Paul Seitz fue su último obispo francés (de 1952 a 1975).
La ciudad es la sede de la diócesis del mismo nombre.

## Economía
La economía de Kon Tum se basa principalmente en la venta de café (de la variedad Robusta) y yuca. Tiene una economía bastante débil pero variada, incluido el arroz (especialmente cultivado por los Bahnars en tierras inundadas), maíz, batatas, sésamo, frijoles, plátanos, naranja, mandarina, piña, ganadería porcina (que está muy desarrollada), caucho, tabaco, algodón, caña de azúcar, cáñamo, té, teca (madera del bosque), bassia (madera del bosque), sándalo (madera del bosque), ébano (madera del bosque), ginseng (hierbas medicinales de "valor"), cardamomo (hierbas medicinales), titanio, hierro, cromo, zinc, oro, cobre y bauxita.
En este punto, Kon Tum ocupa una posición clave en el comercio con Camboya y Laos debido a su estratégica posición en uno de los principales cruces con estos países.

## Lugares de interés turístico
- Catedral Kon Tum (iglesia de madera) con arquitectura romana combinada con arquitectura de palafitos Ba Na. La iglesia fue construida por sacerdotes franceses en 1913.
- La Kon Tum Bishop House (Subseminario Misionero) tiene una mezcla armoniosa de arquitectura indígena y occidental, construida en el período 1935-1938
- La pagoda Bac Ai fue construida en 1932
- Algunas casas comunales del pueblo Ba Na están esparcidas en las afueras de la ciudad.
- Puente colgante Konklor sobre el río Dak Bla

## Galería
|                                         |
| Centro de la ciudad de Kon Tum en 1972. |

|                                                                                   |
| Soldados apostados en la calle Le Thanh Ton (ahora Tran Hung Dao). Abril de 1972. |

|                      |
| Calle Tran Hung Dao. |